# Улица Пласта
Улица Пласта (до 2024 года — улица Макаренко) (укр. Вулиця Пласту) — улица в Новозаводском районе города Чернигова, исторически сложившаяся местность (район) Старая Подусовка. Пролегает от улицы Теробороны (Гагарина) до улицы Александра Тищинского.
Нет примыкающих улиц.

## История
Улица Макаренко — в честь всемирно известного воспитателя, педагога и писателя Антона Семёновича Макаренко — была проложена в 1964 году от улицы Гагарина: западнее пионерских лагерей «Юность» и «Дружба». Была застроена индивидуальными домами.
С целью проведения политики очищения городского пространства от топонимов, которые возвеличивают, увековечивают, пропагандируют или символизируют Российскую Федерацию и Республику Беларусь, 10 июля 2024 года улица получила современное название — в честь украинского движения Скаутского типа Пласт, согласно Решению Черниговского городского совета № 41/VIII-7 «Про переименование улиц в городе Чернигове» («Про перейменування вулиць у місті Чернігові»).

## Застройка
Улица пролегает в южном направлении параллельно улице Александра Тищинского и дойдя до административной границы Черниговского горсовета с Черниговским районом делает поворот к улице Александра Тищинского. Парная сторона улицы занята усадебной застройкой, непарная — территория детских лагерей «Связист» (бывший «Юность») и «Дружба».
Учреждения:
1. дом 3 — санаторий «Связист»